# بوسارة صاعدة
بوسارة صاعدة (الاسم العلمي: Bosara exortiva) هي نوع من الحشرات تتبع جنس البوسارة من الفصيلة الأرفية.